# 马里亚特吉主义

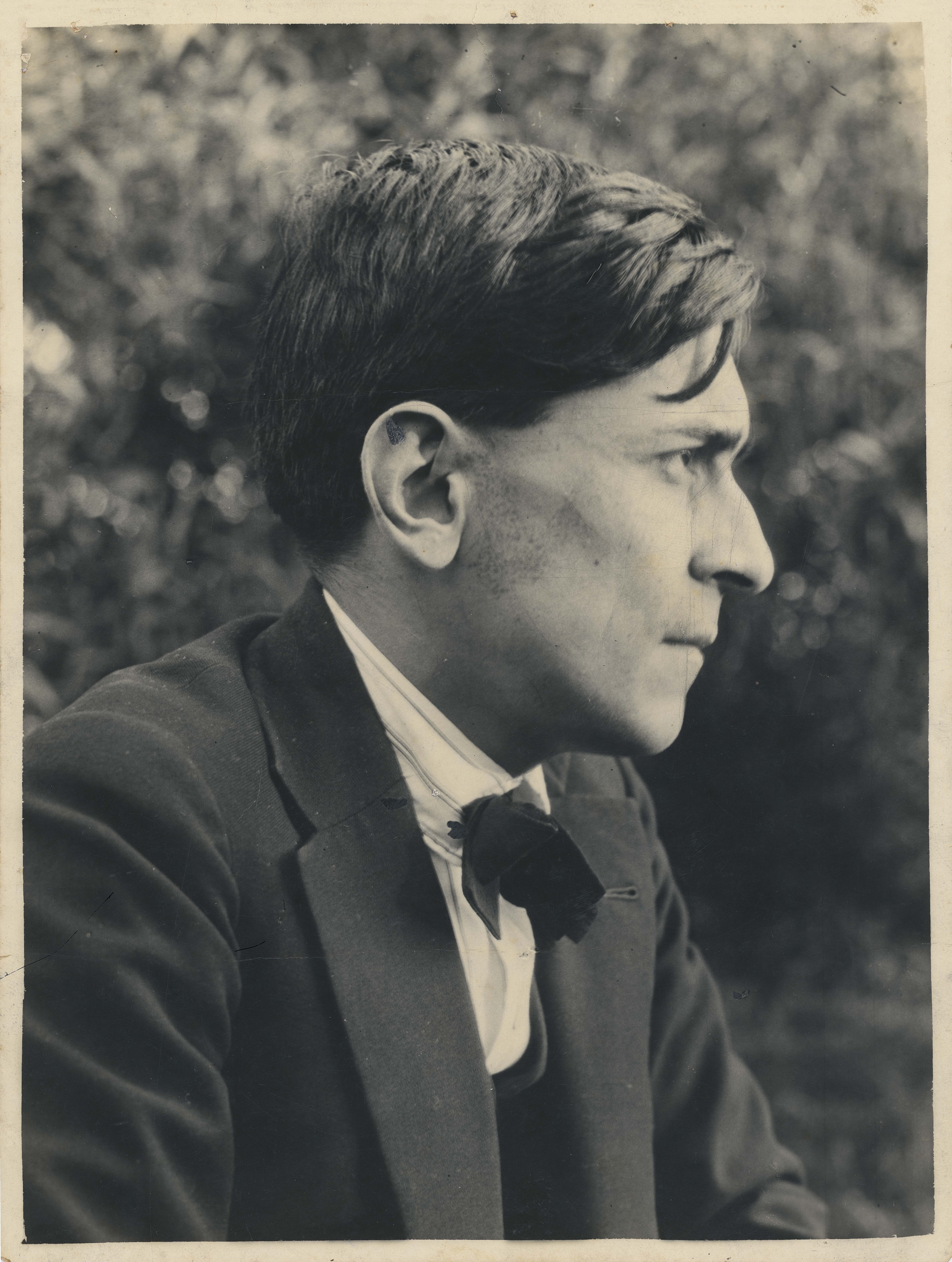
何塞·卡洛斯·马里亚特吉

马里亚特吉主义（西班牙語：Mariateguismo），又称马里亚特吉思想、印第安美洲社会主义，是一个用来定义在秘鲁乃至整个拉丁美洲发展的马克思列宁主义和原住民主义的概念。
秘鲁马克思主义理论家何塞·卡洛斯·马里亚特吉在1928年出版的著作《关于秘鲁国情的七篇论文》中阐述了他对社会主义的见解，明确指出在他看来，拉丁美洲的马克思主义应该采取的意识形态基础，特别强调了对安第斯地区的印第安人的关注。安第斯印第安人在印加传统与西班牙殖民主义之间的文化冲突中挣扎，而自秘鲁共和国成立以来，这一问题尤为突出。马里亚特吉认为，与其效仿源自欧洲的马克思主义风格，不如复兴安第斯印第安人祖传的思想。
马里亚特吉主义起源于马里亚特吉与维克多·劳尔·阿亚·德拉托雷提出的阿普拉主义的决裂。马里亚特吉主义为后来的理论提供了灵感，如安陶罗·乌马拉的族群卡塞主义和秘鲁共产党 (光辉道路)的贡萨罗思想。马里亚特吉主义也出现在秘鲁以外的原住民主义运动中，如埃沃·莫拉莱斯领导的玻利维亚争取社会主义运动。
1984年—1996年存在的马里亚特吉主义统一党把“马里亚特吉主义”作为该党的主导意识形态。